# Itacaruaré
Itacaruaré é uma cidade argentina da província de Misiones.
O município conta com uma população de 3.106 habitantes, segundo o Censo do ano 2001 (INDEC). O município faz fronteira Fluvial com o município Gaúcho de Roque Gonzales através do Rio Uruguai.